# Фомин (Заветинский район)
Фомин — хутор в Заветинском районе Ростовской области. Административный центр Фоминского сельского поселения.

## География

### Улицы
- ул. Быкадорова
- ул. Дружбы
- ул. Зелёная
- ул. Молодёжная
- ул. Центральная
- ул. Школьная

## Население
Динамика численности населения
| 2002 |
| ---- |
| 1020 |

| 1926 | 2010  |
| ---- | ----- |
| 520  | ↗1050 |